# Luci Asini Gal I
Luci Asini Gal (en llatí Lucius Asinius C. F. Gallus) va ser un magistrat romà esmentat als Fasti on s'explica que va celebrar un triomf l'any 26 aC. Els triomfs estaven generalment reservats als cònsols, però no consta l'exercici d'aquesta magistratura.